# Smolęcin (Gryfice)
Pour les articles homonymes, voir Smolęcin.
Smolęcin est une localité polonaise de la gmina mixte et du powiat de Gryfice en voïvodie de Poméranie-Occidentale. Elle se situe à environ 69 km au nord-est de la capitale régionale Szczecin. 

## Géographie

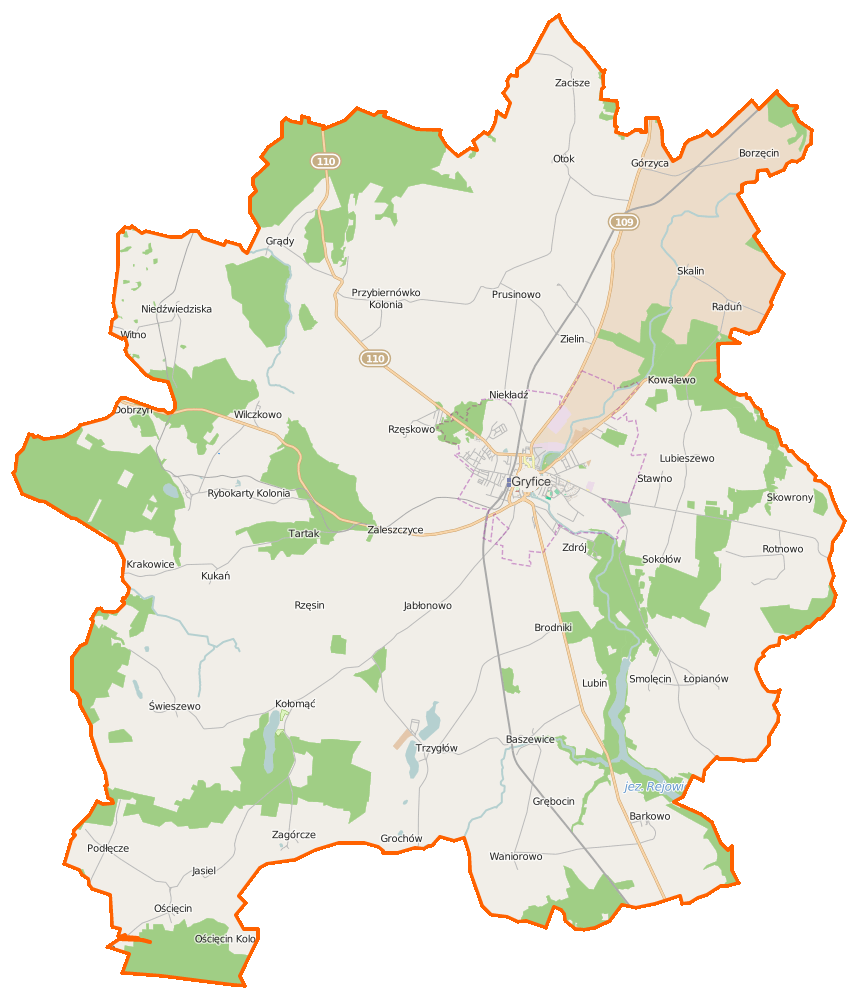
Carte de la gmina de Gryfice.

## Histoire
De 1637 à 1945, Schmalentin fait partie de l'arrondissement de Greifenberg-en-Poméranie au sein de la province de Poméranie.